# Emilio Gino Segrè
Emilio Gino Segrè   (Tívoli, 1 de febrer de 1905 - Lafayette, 22 d'abril de 1989) fou un físic italo-americà que, juntament amb Owen Chamberlain, va guanyar l'any 1959 el Premi Nobel de Física pel descobriment de l'antiprotó.

## Biografia
Va néixer a la ciutat italiana de Tívoli l'1 de febrer de 1905, i va estudiar enginyeria a la Universitat de Roma, La Sapienza. El 1927 decidí estudiar física, al costat de mestres com Enrico Fermi, aconseguint l'any següent el seu doctorat.
Després de treballar per a l'exèrcit italià, des del 1928 fins al 1929, va treballar amb Otto Stern a Hamburg, i amb Pieter Zeeman a Amsterdam com a membre de la Fundació Rockefeller (Rockefeller Foundation). Segrè va ser professor de física de la Universitat de Roma entre 1932 i 1936, moment en el qual fou nomenat director del laboratori de física de la Universitat de Palerm.
Va morir a l'edat de 84 anys, d'un atac de cor, a Lafayette, Califòrnia, el 22 d'abril de 1989.

## Recerca científica
Després de la visita que va fer al Laboratori de Radiació de Berkeley (Berkeley Radiation Laboratory) a Ernest Lawrence, Ernest va enviar a Segrè una mostra de molibdè que havia estat bombardejada amb nuclis de deuteri al ciclotró de Berkeley l'any 1937, i que estava emetent formes anòmales de radioactivitat. Al cap de curoses anàlisis químiques Segrè va ser capaç de provar que part de la radiació estava sent produïda per un element desconegut i que va ser nomenat tecneci, ja que va ser el primer element químic sintetitzat artificialment (el nom tecneci procedeix del grec tecnetos, que significa "artificial"). A posteriori s'ha trobat en la naturalesa, encara que en molt petites dosis.
Mentre Segrè estava de visita a Califòrnia, a l'estiu del 1938, el govern feixista de Benito Mussolini va treure de les universitats als jueus, amb les seves lleis antisemítes. Com a jueu a Segrè se li va atorgar el permís d'emigrant per temps indefinit. Ernest Lawrence li va oferir un lloc de treball al Laboratori de Radiació de Berkeley com Assistent d'Investigació, una posició bastant baixa per a algú que havia descobert un element, amb un sou de 300 dòlars al mes. Quan Lawrence es va assabentar que Segrè estava legalment atrapat a Califòrnia, li va baixar el sou a 116 dòlars, observant-se una anòmala situació d'explotació entre físics. Segrè, però, va poder trobar altre treball com a professor del departament de física a la Universitat de Berkeley, moment en el qual va ajudar a descobrir l'element anomenat àstat i l'isòtop plutoni 239, que després es va utilitzar per a crear la bomba atòmica llançada a Nagasaki.
Des de 1943 a 1946 va treballar al Laboratori National de Los Alamos (Los Alamos National Laboratory), en el grup capdavanter del Projecte Manhattan. El 1944 va obtenir la ciutadania dels Estats Units, i quan va tornar a Berkeley l'any 1946 va treballar com a professor de física fins a l'any 1972. L'any 1955 una sèrie d'experiments, realitzat conjuntament amb Owen Chamberlain, amb protons els condueixen al descobriment de l'antiprotó, l'antipartícula del protó, una partícula exactament igual al protó, exceptuant que té càrrega negativa en lloc de tenir-la positiva. L'any 1959 fou guardonat, juntament amb Chamberlain, amb el Premi Nobel de Física pel descobriment de l'antiprotó.
El 1974 va poder tornar a Itàlia, esdevenint professor de física nuclear a la Universitat de Roma. Segrè, a més, va ser bastant actiu com a fotògraf, prenent fotografies per a documentar esdeveniments i persones de la història de la ciència moderna. L'Institut Americà de Física (American Institute of Physics) va nomenar el seu arxiu fotogràfic de la història de la física en el seu honor.